# Anter (imię)
Anter, Anterus, Anteros – imię męskie pochodzenia greckiego, od wyrazu pospolitego anthērós — „kwitnący, kwiatowy”. Patronem tego imienia jest św. Anteros, papież.
Anter imieniny obchodzi 3 stycznia.
Zobacz też:
- Anteros — bóg grecki
- (1943) Anteros — planetoida